# Октябрь (Кировская область)
Октябрь — село в Подосиновском районе Кировской области. Входит в Подосиновское городское поселение.

## Описание
Расположено на левом берегу Пушмы чуть ниже устья Кичуга в лесистой местности на северо-западе области. Находится в 31 км к востоку от Подосиновца, в 52 км к юго-востоку от Лузы и в 210 км к северо-западу от Кирова.
Ближайшая ж.-д. станция находится в посёлке Пинюг (12 км к северо-востоку, на линии Киров — Котлас).
На севере вблизи села (за мостом через Пушму) проходит автодорога Мураши (Р176) — Пинюг — Подосиновец.
| 2010 |
| ---- |
| 277  |

## История
В XVIII веке село относилось к Верхопушенской волости Никольского уезда Вологодской губернии и называлось Архангельское в честь каменной церкви Святого Михаила Архангела, построенной в 1823 году. В 1859 году в «Списке населенных мест» обозначено как погост Пушемское, в котором имелось три двора и проживало 17 человек. В 1881 году село именовалось Пушемско-Михайло-Архангельское и входило в Щёткинскую волость. В 1917 в селе проживало 18 человек, имелась одноклассная церковно-приходская школа, открытая в 1889 году.
До 28 апреля 2012 года являлось административным центром Октябрьского сельского поселения.